# Andrzej Tomaszewski (malarz)
Andrzej Tomaszewski (ur. 16 kwietnia 1966 w Koninie) – polski malarz surrealista.

## Życiorys
Urodził się 16 kwietnia 1966 w Koninie jako syn Renaty i Zbigniewa.
Świadomą i systematyczna twórczość rozpoczął w 1990 roku. Od wielu lat jest członkiem Związku Polskich Artystów Plastyków – Polska Sztuka Użytkowa w Poznaniu. Głównym motywem jego prac jest człowiek, postać ludzka przetworzona w bardzo specyficzny sposób. W swoich pracach pokazuje emocje, popędy, samotność itp. z którymi ludzkość boryka się od wieków. Od lat bierze udział w wystawach indywidualnych i zbiorowych. Jego obrazy znajdują się w kolekcjach prywatnych w Polsce i za granicą oraz galeriach sztuki. Prace Andrzeja Tomaszewskiego sprzedawane są na aukcjach w największych Domach Aukcyjnych m.in. w Desa Unicum, Rempex i Ostoya.

## Wystawy
- 2023–2024 – Polska – Indywidualna Wystawa Andrzeja Tomaszewskiego „Realny surrealizm – 30 lat”[3][4][5]: Wisła (Ochorowiczówka – Muzeum Magicznego Realizmu, 11.02–3.03.2023)[6], Przemyśl (Muzeum Narodowe Ziemi Przemyskiej, 1.04–20.05.2023)[7], Konin (Centrum Kultury i Sztuki, 17.11–08.12.2023)[3], Cieszyn (Muzeum Magicznego Realizmu, 2.02–1.03.2024)[4], Inowrocław (Muzeum im. Jana  Kasprowicza, 17.02[8]–31.03.2024)[5]
- 2023/2024 – Polska, Bytom – Zbiorowa wystawa „Magiczny Realizm” SqArt Gallery, 1.12.2023–7.01.2024[9]
- 2019 – Konin – Wielka wystawa retrospektywna pt. „100 x Tomaszewski" CKiS Konin 13.09-06.10[10][11][12]
- 2014 – Szwecja – Wystawa sztuki polskiej z kolekcji Galerii ADI ART w galerii LYKTAN, Skopas, 17.05-05.06., z udziałem Ambasadora Polski w Sztokholmie,
- 2012 – Wernisaż Andrzeja Tomaszewskiego, Piwnica u Artystów, Konin
- 2008 – „Surrealiści polscy” 24 października – 23 listopada, SD Panorama w Warszawie,
- 2008 – Łódź – Indywidualna wystawa w Galerii „ADI ART”, 24 października – 24 listopada.
- 2008 – Wilno – Indywidualna wystawa – Dom Kultury Polskiej w Wilnie Vilniaus lenku kulturos namai, Naugarduko 76, 16 maja.
- 2008 – Meksyk – Museo de la Cultura Maya w Chetumal w Meksyku – „Współczesna Sztuka Polska”,maj.
- 2007 – Szwecja – Sztokholm – (Skopas) udział w wystawie Współczesne Malarstwo Polskie, 18 sierpnia.
- 2006 – udział w wystawie galerii „Pod Belką”, październik – grudzień – Zamek w Nidzicy.
- 2006 – indywidualna wystawa w Muzeum w Petrykozach Wojciecha Siemiona na zakończenie XXXV Warszawskiej Jesieni Poezji.
- 2006 – udział w Międzynarodowym Forum Sztuki „ADI ART. 2006” 19-24 września Łódź.
- 2006 – udział w wystawie „Materia Fantastyczna”. 23 czerwca – 30 września – Zamek w Kórniku.
- 2002 – udział w Międzynarodowym Biennale Pasteli w Nowym Sączu.